# Bahnhof Grabow (Meckl)

Der Bahnhof Grabow (Meckl) liegt an der Berlin-Hamburger Bahn im Südwesten von Mecklenburg-Vorpommern. Zusammen mit vier weiteren ebenfalls am 15. Oktober 1846 eröffneten Stationen ist er der älteste Bahnhof dieses Bundeslandes. Das klassizistische Empfangsgebäude aus der Eröffnungszeit und einige weitere Bauten im Bahnhofsbereich stehen unter Denkmalschutz.

## Lage
Der Bahnhof liegt in der Stadt Grabow im Landkreis Ludwigslust-Parchim in Mecklenburg-Vorpommern, sieben Kilometer vom Eisenbahnknoten Ludwigslust entfernt. Er befindet sich am Streckenkilometer 163,2 der Berlin-Hamburger Bahn und ist der letzte mecklenburgische Bahnhof vor der brandenburgischen Grenze. Der Bahnhof liegt etwa 500 Meter nordöstlich des Stadtzentrums. Südöstlich des Bahnhofs kreuzt die Bahnstrecke den Fluss Elde.

## Geschichte

### Vorgeschichte und Bau
Um das Jahr 1840 reiften Pläne für den Bau einer Bahnstrecke zwischen Berlin und Hamburg. Dabei waren verschiedene Varianten im Gespräch. In Hamburg wurde ein Trassenverlauf ab Wittenberge links der Elbe favorisiert. Auch bei einem rechtselbischen Verlauf gab es mehrere Möglichkeiten, so ein Verlauf in der Nähe des Flusses oder weiter im Landesinneren. Am 8. November 1841 schlossen die fünf Staaten Preußen, Mecklenburg-Schwerin, Dänemark, Lübeck und Hamburg einen Staatsvertrag für den Bau einer Eisenbahnstrecke zwischen Berlin und Hamburg. Der mecklenburgischen Seite unter Großherzog Friedrich Franz II und dem Ersten Minister Ludwig von Lützow gelang es dabei, eine Streckenführung zu erreichen, die möglichst nahe an der mecklenburgischen Residenz in Schwerin vorbeiführte.
Bereits einige Monate zuvor hatten sich Vertreter der Stadt Grabow in Berlin für einen Anschluss des Ortes an die Eisenbahnstrecke eingesetzt. Im März 1841 wurde vereinbart, dass die Stadt der Berlin-Hamburger Eisenbahngesellschaft unentgeltlich Grundstücke und Material für den Bahnbau bereitstellen würde. Die Gesellschaft sicherte ihrerseits zu, auf eigene Kosten einen Bahnhof und eine Umladestation an der Elde zu errichten. Zunächst sahen die Planungen vor, dass die Strecke die Stadt im Südwesten tangiert mit einem Bahnhof westlich des Grabower Hafens, später sollte die Strecke am nordöstlichen Rand der Stadt verlaufen. Beide Planungen lagen im Interesse der Stadt, da einerseits nur wenig wertvolle Grundstücke an die Bahn abzutreten waren und andererseits die nahegelegene Stadt Ludwigslust in einiger Entfernung passiert werden sollte. Nach einem Besuch von Friedrich Neuhaus in Grabow stellte sich jedoch heraus, dass bei der endgültigen Trassenführung eine Reihe von wertvollen Grundstücken zum Bahnbau nötig waren und die Stadt die Eigentümer entsprechend entschädigen musste. Zudem berührte die neue Trasse Ludwigslust zentrumsnah, so dass die Stadt Grabow eine stärkere Konkurrenz durch Ludwigsiust befürchtete.

### Bahnhof und Umfeld

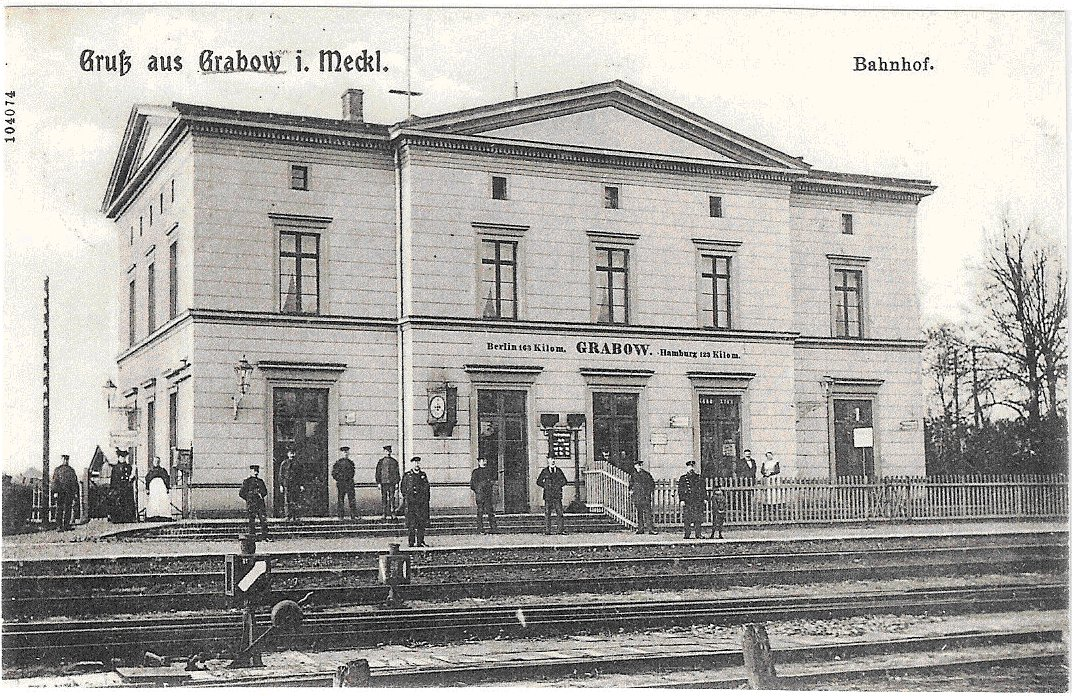
Bahnhof um 1895

Am 15. Oktober 1846 ging die Strecke zwischen Berlin und Boizenburg in Betrieb und war damit die erste Bahnstrecke auf Mecklenburger Gebiet, ab 15. Dezember des gleichen Jahres war die Verbindung bis Hamburg fertig. Stationen in Mecklenburg entstanden zur Streckeneröffnung in Grabow, Ludwigslust, Hagenow, Brahlstorf und Boizenburg. In den ersten Betriebsjahren der Strecke lag Grabow an der Zollgrenze zwischen Mecklenburg und Preußen. Mit der Gründung des Norddeutschen Bundes gab es ab 1868 eine Zollunion und die Kontrollen entfielen.
1868 wurde die Elde im Bereich Grabow ausgebaut. In der Folge wurde an der Eisenbahnbrücke im südlichen Bahnhofsteil eine Umladeanlage eingerichtet, wo mit einem Kran Güter zwischen Schiff und Eisenbahn umgeladen werden sollten. Die Nachfrage blieb jedoch gering und der Kran wurde 1885 wieder abgebaut. In der zweiten Hälfte des 19. Jahrhunderts wurde das Gebiet um den Bahnhof schrittweise städtebaulich erschlossen. Der Kießerdamm zwischen Stadt und Bahnhof wurde gepflastert und mit einer Lindenallee für Fußgänger versehen. 1858 wurde am Bahnhof eine Fassfabrik gebaut; in den folgenden Jahrzehnten siedelten sich am Kießerdamm Amtsgericht und Post an. Ab 1890 entstand jenseits des Bahnhofs ein Villenviertel.
Hatte es in den ersten Jahrzehnten nach dem Bau der Strecke noch Bestrebungen gegeben, eine weitere Bahnstrecke von Dömitz über Grabow nach Parchim und Waren (Müritz) zu führen, entwickelte sich stattdessen der benachbarte Bahnhof Ludwigslust seit 1880 zum Eisenbahnknotenpunkt. Der Grabower Bahnhof geriet in der Folge gegenüber Ludwigslust ins Hintertreffen.
Nach dem Zweiten Weltkrieg änderten sich die Verkehrsbeziehungen. Die Strecke zwischen Hamburg und Berlin verlor aufgrund der innerdeutschen Grenze an Bedeutung. Stattdessen nahm die Verbindung zwischen Rostock und Wismar in Richtung Magdeburg und Leipzig, die zwischen Ludwigslust und Wittenberge die Berlin-Hamburger Bahn nutzt, an Bedeutung zu.
1986/87 wurde der Abschnitt zwischen Magdeburg und Schwerin und damit auch der Bahnhof Grabow elektrifiziert. Nach der Deutschen Wiedervereinigung ging der Güterverkehr auf der Schiene zurück. Die Güterverkehrsanlagen im Bahnhof Grabow wurden entbehrlich und die Gleise abgebaut. Im Zuge des Umbaus der Strecke Berlin–Hamburg zur Hochgeschwindigkeitsstrecke wurden die bisherigen beschrankten Bahnübergänge, darunter drei in der Stadt Grabow, einer am nördlichen und einer am südlichen Ende des Bahnhofs, entfernt und durch Unterführungen ersetzt.

### Personenverkehr

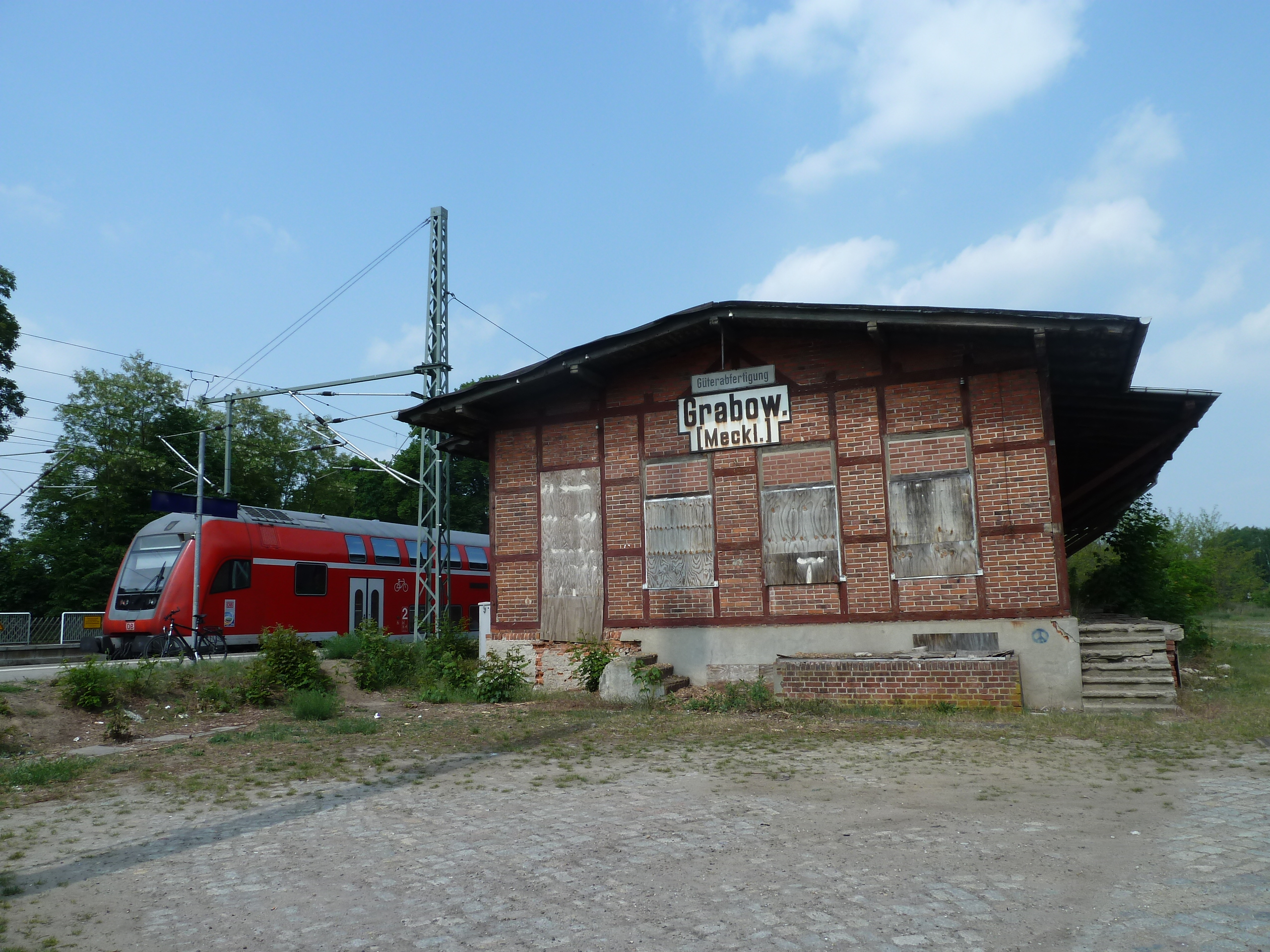
Ehemaliger Güterschuppen und Bahnsteig in Richtung Ludwigslust

In den ersten Betriebsjahren der Strecke wurde der Bahnhof von je zwei Personenzugpaaren und einem Güterzugpaar (mit Personenbeförderung) mit Hamburg und Berlin verbunden, hinzu kam ein Zwischenzug von Hamburg nach Wittenberge und zurück.
Vor dem Zweiten Weltkrieg war der Zugverkehr relativ rege. Der Bahnhof Grabow wurde 1939 von insgesamt neun Zugpaaren täglich bedient. Dazu gehörten vier durchgehende Paare zwischen Hamburg und Berlin, zwei Zugpaare zwischen Hamburg und Wittenberge und drei Paare, die zwischen Ludwigslust und Grabow pendelten. Schnell- und Eilzüge hielten nicht im Bahnhof.
Die Bedeutung des Bahnhofs im Personenverkehr nahm nach dem Zweiten Weltkrieg ab. Nachdem es Anfang der 1950er Jahre noch ein durchgehendes Eilzugpaar von Rostock über Schwerin und Grabow nach Zwickau gegeben hatte, beschränkte sich das Angebot in der Folge vier Jahrzehnte lang auf vier Zugpaare am Tag. Seit den 1960er Jahren bis Anfang der 1990er Jahre verkehrten Richtung Süden ein Zug gegen 3 Uhr morgens von Schwerin nach Nauen, vormittags ein Zug von Rostock nach Nauen, nachmittags ein Zug von Schwerin nach Berlin und am frühen Abend ein Zug zwischen Schwerin und Wittenberge. Aus der Gegenrichtung erreichten gegen 3 Uhr nachts ein Eilzug aus Berlin nach Schwerin, morgens ein Zug von Wittenberge nach Schwerin, mittags von Nauen nach Schwerin und am frühen Abend von Nauen nach Rostock den Bahnhof. Nach der politischen Wende nahm der Verkehr in Richtung Hamburg deutlich zu, zeitweise gab es direkte Züge dorthin. 
Mitte der 1990er Jahre wurde das Angebot erweitert und in der Folge vertaktet. Seitdem wird der Bahnhof Grabow im Zweistundentakt bedient. Ab Ende 2011 verband die Linie RE 2 Grabow in Richtung Norden direkt mit Wismar, Schwerin und Ludwigslust, in Richtung Süden mit Wittenberge, Nauen, Berlin und Cottbus. Seit Ende 2022 fährt stattdessen die Regional-Express-Linie RE 8 von Wismar über Berlin zum Flughafen BER.

## Verkehrsanbindung
| Linie                    | Linienverlauf | Takt (min) | EVU  |
| ------------------------ | --- | ---------- | ---- |
| RE 8                     | Flughafen BER – Berlin Ostbahnhof – Berliner Stadtbahn – Berlin-Spandau – Nauen – Wittenberge – Karstädt – Grabow (Meckl) – Ludwigslust – Schwerin Hbf – Bad Kleinen – Wismar | 120        | ODEG |
| Stand: 10. Dezember 2023 | |            |      |

Werktags verkehren vom Bahnhof annähernd stündlich Regionalbusse der Linie 590 nach Ludwigslust, daneben gibt es noch zwei Rufbuslinien.

## Anlagen

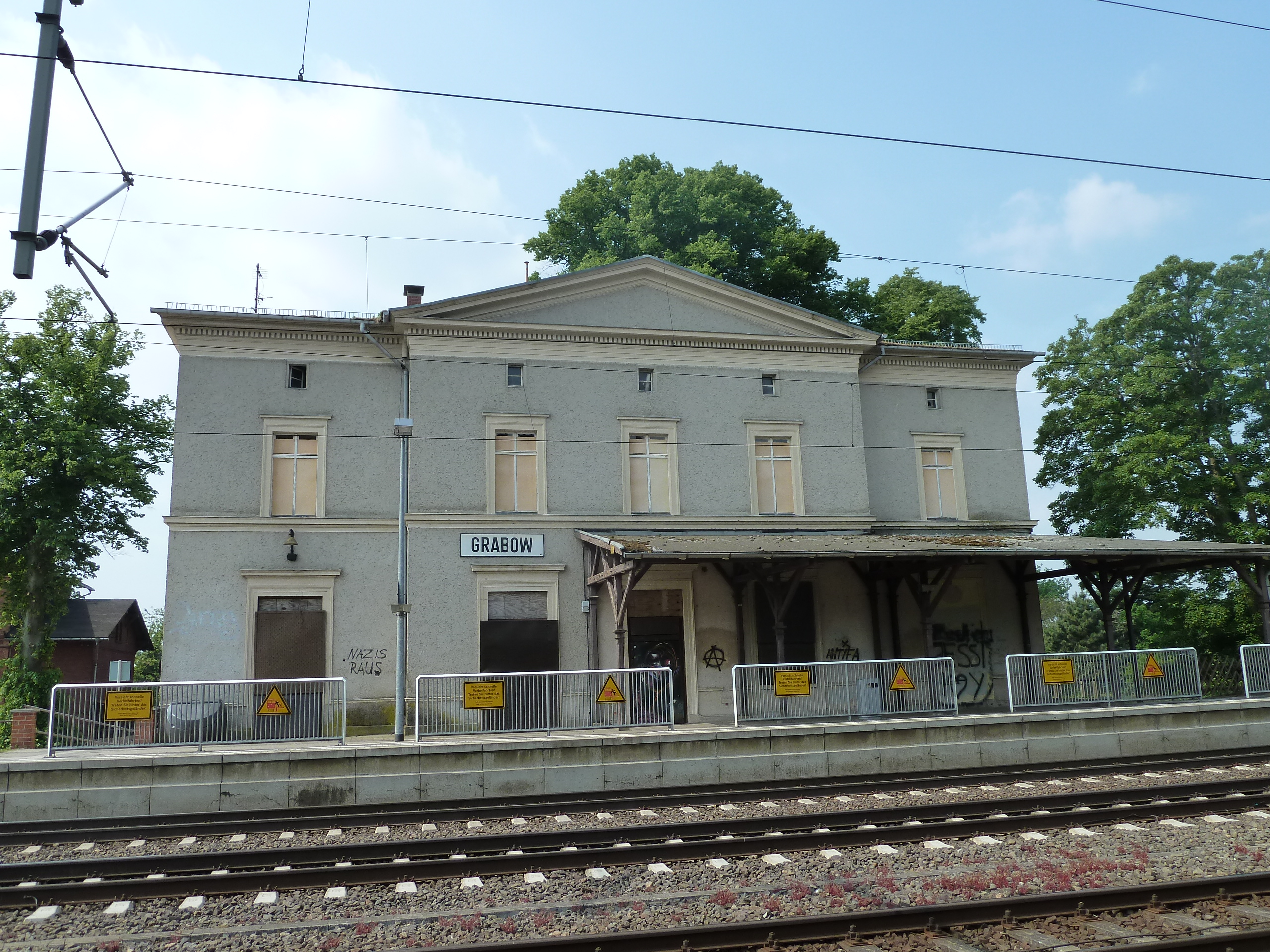
Empfangsgebäude

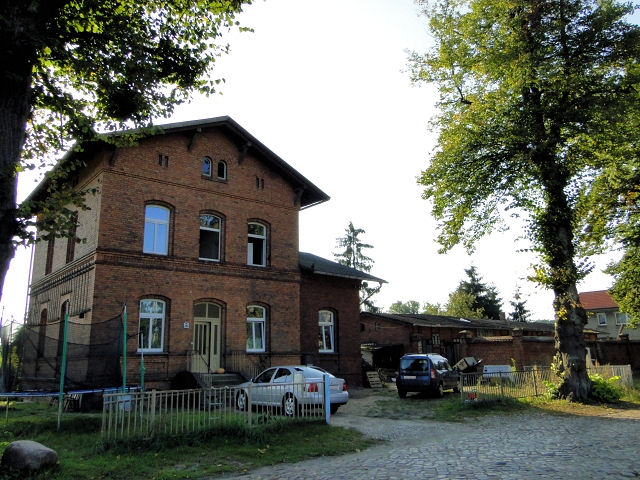
Denkmalgeschütztes Wohnhaus am Bahnhof mit Schuppen

Das Empfangsgebäude liegt südwestlich der Gleise. Es ist ein klassizistischer zweistöckiger Bau aus fünf Achsen in Längs- und drei Achsen in Querrichtung mit Satteldach und einem Mezzanin. In beide Richtungen erhielt das Gebäude einen Mittelrisalit mit dreieckigem Giebel, so dass sich ein annähernd kreuzförmiger Grundriss ergibt. Seit Anfang der 1990er Jahre wird es nicht mehr für Bahnzwecke genutzt. Bis kurz nach 2000 befand sich noch eine Gaststätte im Gebäude, seitdem steht es leer. Im Juni 2015 wurde es bei einer Versteigerung für 7500 Euro verkauft.
Der Architekt des Gebäudes ist namentlich nicht bekannt, jedoch nimmt man aufgrund der Ähnlichkeiten zu vielen anderen Bauten an der Berlin-Hamburger Bahn an, dass der Direktor der Berlin-Hamburger Eisenbahn Friedrich Neuhaus zumindest Vorgaben für die Architektur des Bahnhofs geliefert hat. Ein zum Grabower Bahnhof praktisch identisches Gebäude entstand in Bahnhof Bergedorf bei Hamburg; 1937 wurde es beim Umbau der dortigen Bahnanlagen abgerissen.
Am Bahnhofsgebäude befindet sich der Hausbahnsteig am durchgehenden Streckengleis von Ludwigslust nach Wittenberge. Über dieses Gleis verlief bis zum Bahnhofsumbau in den 1990er Jahren der Zugang zu einem schmalen Inselbahnsteig am Gleis der Gegenrichtung. Dahinter lagen bis zum Umbau die Anlagen für den Güterverkehr. Diese Gleisanlagen sind beseitigt worden, mit Ausnahme eines Gleises, das nun mit einem Außenbahnsteig für die Züge in Richtung Ludwigslust versehen wurde. Ein Fachwerkgüterschuppen ist erhalten geblieben, steht aber leer. 
Der beschrankte Straßenübergang am Kießerdamm am Südende des Bahnhofs wurde im Zuge des Ausbaus der Strecke zu einer Hochgeschwindigkeitsstrecke im Jahr 2004 durch eine Unterführung ersetzt. Durch diese Unterführung verläuft der Zugang zum Bahnsteig in Richtung Ludwigslust.
Das Empfangsgebäude, zwei Schuppen, eine Mauer und ein gegenüber dem Bahnhof liegendes Wohnhaus stehen unter Denkmalschutz.